# Gonzalo Ramos (futbolista)
Gonzalo Ramos (Montevideo, Uruguay, 16 de mayo de 1991) es un futbolista uruguayo. Juega como mediapunta y su equipo actual es el Sud América de la segunda división profesional de Uruguay .

## Trayectoria

### Club Nacional
Realizó todas las divisiones menores con el Club Nacional equipo al que llegó el 2005, en su paso por formativas anotó 111 goles. Jugó la Copa Libertadores sub-20 el 2011, desarrollado en Perú. Debutó el 26 de octubre de 2013 en Nacional con 21 años en la victoria por 3:1 contra Juventud de las Piedras en el Estadio Centenario dando 2 asistencias, bajo el mando de Rodolfo Arruabarrena. Reemplazó a Ignacio González. Jugó al lado de Álvaro Recoba, Andrés Scotti, Sebastián Coates, Jorge Fucile y el peruano Rinaldo Cruzado. Jugó la Copa Libertadores 2014.
Luego de no tener oportunidades en Nacional y tener una opción en el Al Shabab, fichó por Club Atlético Cerro, equipo donde ha tenido su mejor desempeño futbolístico. logrando anotar 10 goles.

### Puebla
Luego de terminar contrato con Cerro, se marcha como jugador libre al Club Puebla. Jugó al lado de sus compatriotas Álvaro Navarro, Pablo Miguez y Pablo Cáceres. Sin embargo, solo jugó 8 partidos por la Copa MX.
Regresó a Uruguay para jugar por Centro Atlético Fénix, jugó 6 veces y anotó 1 gol en 3 meses de contrato.
El 8 de enero del 2018 se confirma su fichaje por un año al Racing Club.
El 5 de enero del 2019 se hace oficial su fichaje por Carlos A. Mannucci de Trujillo, club recién ascendido que disputará la Liga 1. En su debut en Perú, le anota un gol a Ayacucho en un partido que terminó 4-4. Luego de negociaciones decidió no renovar con el club peruano para irse a otro equipo del mismo país, luego no se dio la contratación.
2020 Ficha en Atenas de San Carlos  club gerenciado por el grupo Pachuca, muy buena contratación debido a su gran trayectoria.

## Clubes
| Club                | País                | Año                 | Partidos | Goles |
| ------------------- | ------------------- | ------------------- | -------- | ----- |
| Nacional            | Uruguay             | 2013 - 2015         | 17       | 6     |
| Cerro               | Uruguay             | 2015 - 2016         | 36       | 10    |
| Puebla              | México              | 2017                | 4        | 0     |
| Fénix               | Uruguay             | 2017                | 8        | 1     |
| Racing Club         | Uruguay             | 2018                | 15       | 1     |
| Carlos A. Mannucci  | Perú                | 2019                | 12       | 1     |
| Atenas              | Uruguay             | 2020                | 16       | 2     |
| Uruguay Montevideo  | Uruguay             | 2021                | 27       | 3     |
| Sud América         | Uruguay             | 2022 - presente     | 15       | 0     |
| Total en su carrera | Total en su carrera | Total en su carrera | 151      | 24    |

## Palmarés

### Torneos nacionales
| Competición         | Club     | País    | Año     |
| ------------------- | -------- | ------- | ------- |
| Torneo Apertura     | Nacional | Uruguay | 2014    |
| Campeonato Uruguayo | Nacional | Uruguay | 2014-15 |